# Наджм ад-Дин ан-Насафи
На́джм ад-Ди́н Абу́ Хафс У́мар ибн Муха́ммад аль-Насафи́ (араб. نجم الدين النسفي‎; 1067, Насаф — 1142, Самарканд), также известный как На́джм ад-Ди́н ан-Насафи́ — исламский богослов, правовед ханафитского мазхаба, хадисовед, толкователь Корана.

## Биография
Его полное имя: Наджм ад-Дин Абу Хафс Умар ибн Мухаммад ибн Ахмад аль-Насафи аль-Ханафи аль-Самарканди. Родился и жил в городе Насаф (ныне г. Карши в Узбекистане), который был одним из центром исламских наук Средней Азии. Вёл аскетичный образ жизни. Ан-Насафи приобретал знания у известных богословов своего времени, среди которых были Абу Мухаммада ан-Нухи ан-Насафи, Абуль-Иусра аль-Баздави и Абу Али ан-Насафи.
Он стал известным знатоком ханафитской правовой школы, хадисов, тафсира, литературы, языка и истории. Среди его учеников был Бурхануддин аль-Маргинани (ум. 1197 г.), автор знаменитого труда по ханафитскому фикху «аль-Хидайа».
Умер 2 декабря 1142 года в Самарканде.

## Труды
Имам ан-Насафи является автором около ста трактатов и книг по различным отраслям исламских наук.
- «аль-Акыда ан-Насафийя» («Символ веры») — книга, в которой собраны воедино главные и основные положения суннитского вероучения с точки зрения ханафитов. Толкования к этому труду писал шейх ад-Даввани («Мелла Джаляль») (ум. 1501 г.), имам ат-Тафтазани (ум. 1390 г.), Курсави (ум. 1812 г.), Марджани («аль-Хикма аль-балига») (ум. 1889 г.) и другие богословы[4]. Главным источником этой книги был труд Абул-Муина ан-Насафи (ум. в 1114 г.) «Табсират ал-адилла».
- «ал-Канд фи тарих улама Самарканд» — историческое произведение;
- «Китаб фи байан мазахиб ал-мутасаввифа» («Разъяснение суфийских толков»)[3].
- «ат-Тайсир фи ат-Тафсир» — тафсир то есть комментария к Корану
- «ан-Нажах фи шарх китаб ахбар ас-Сихах» является комментариям к Сахих аль-Бухари

## Фотогалерея

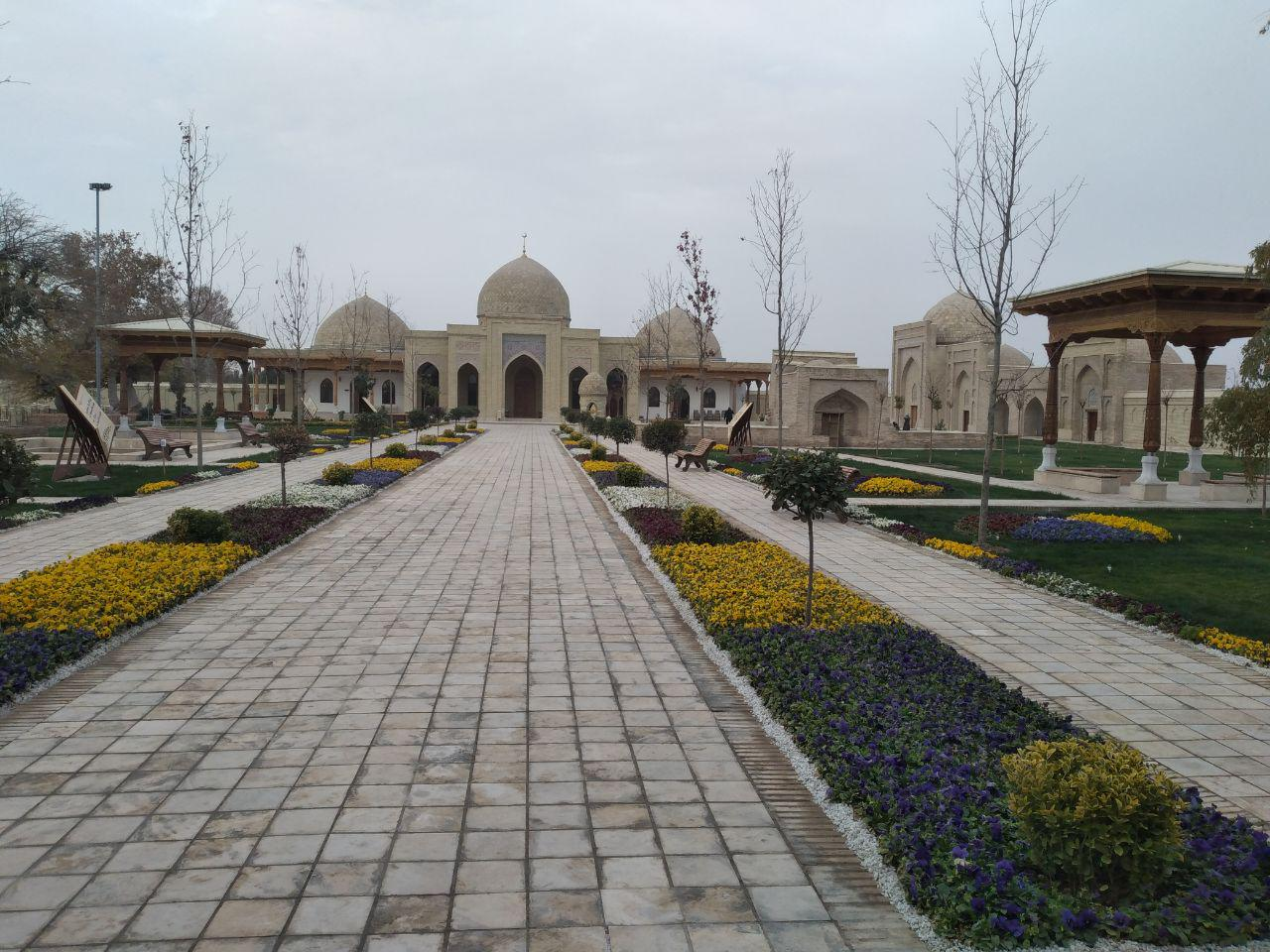
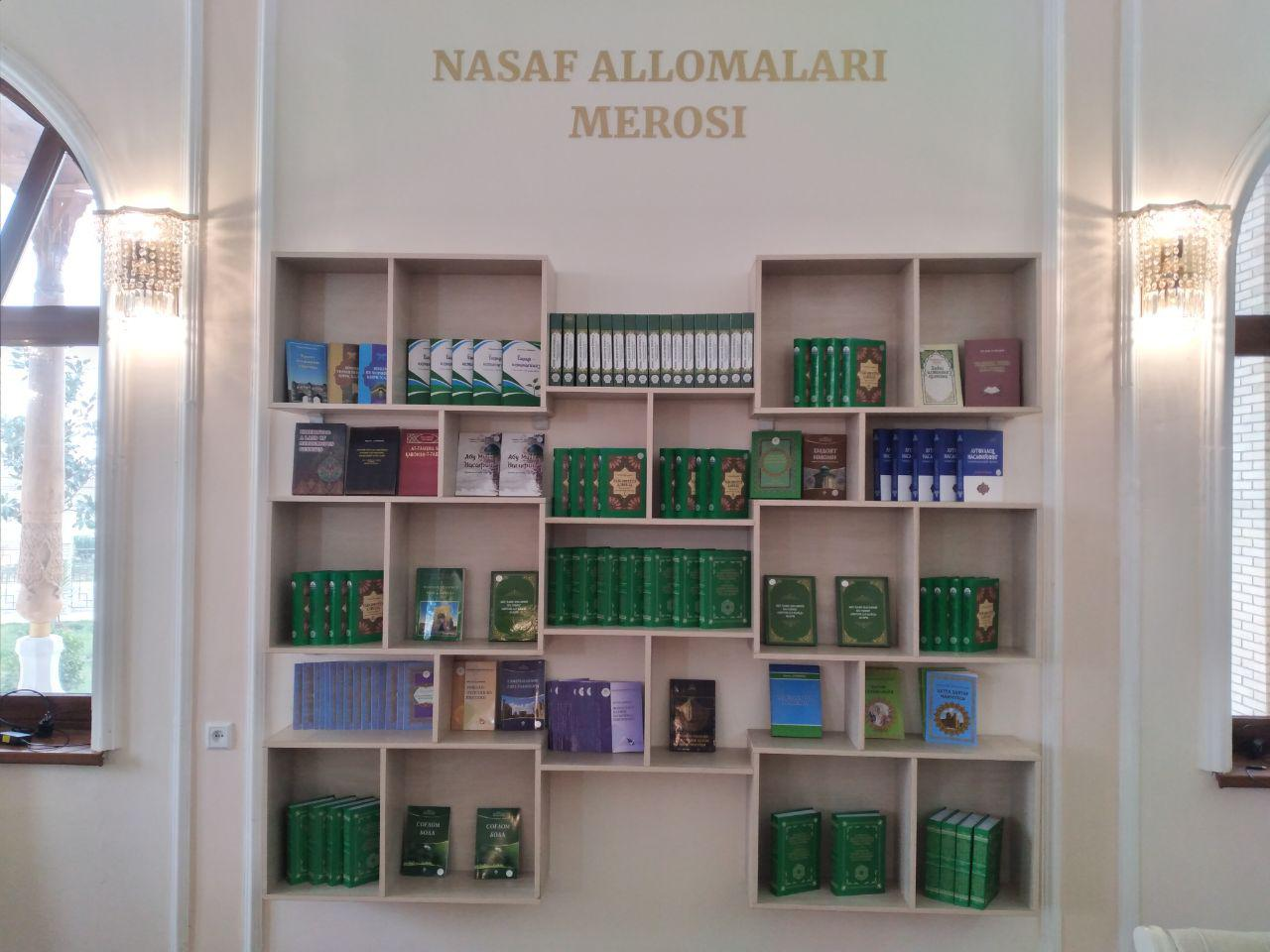
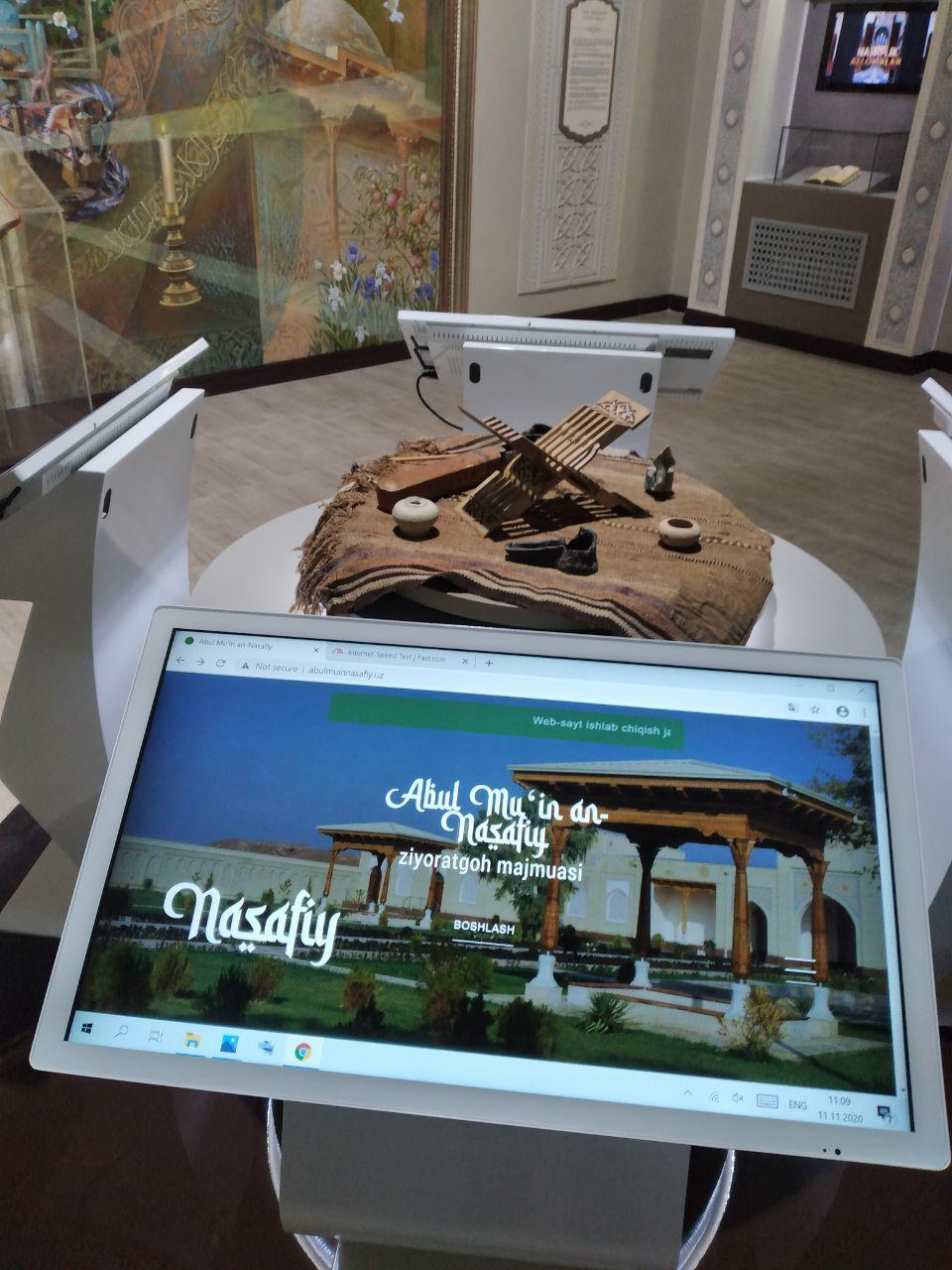
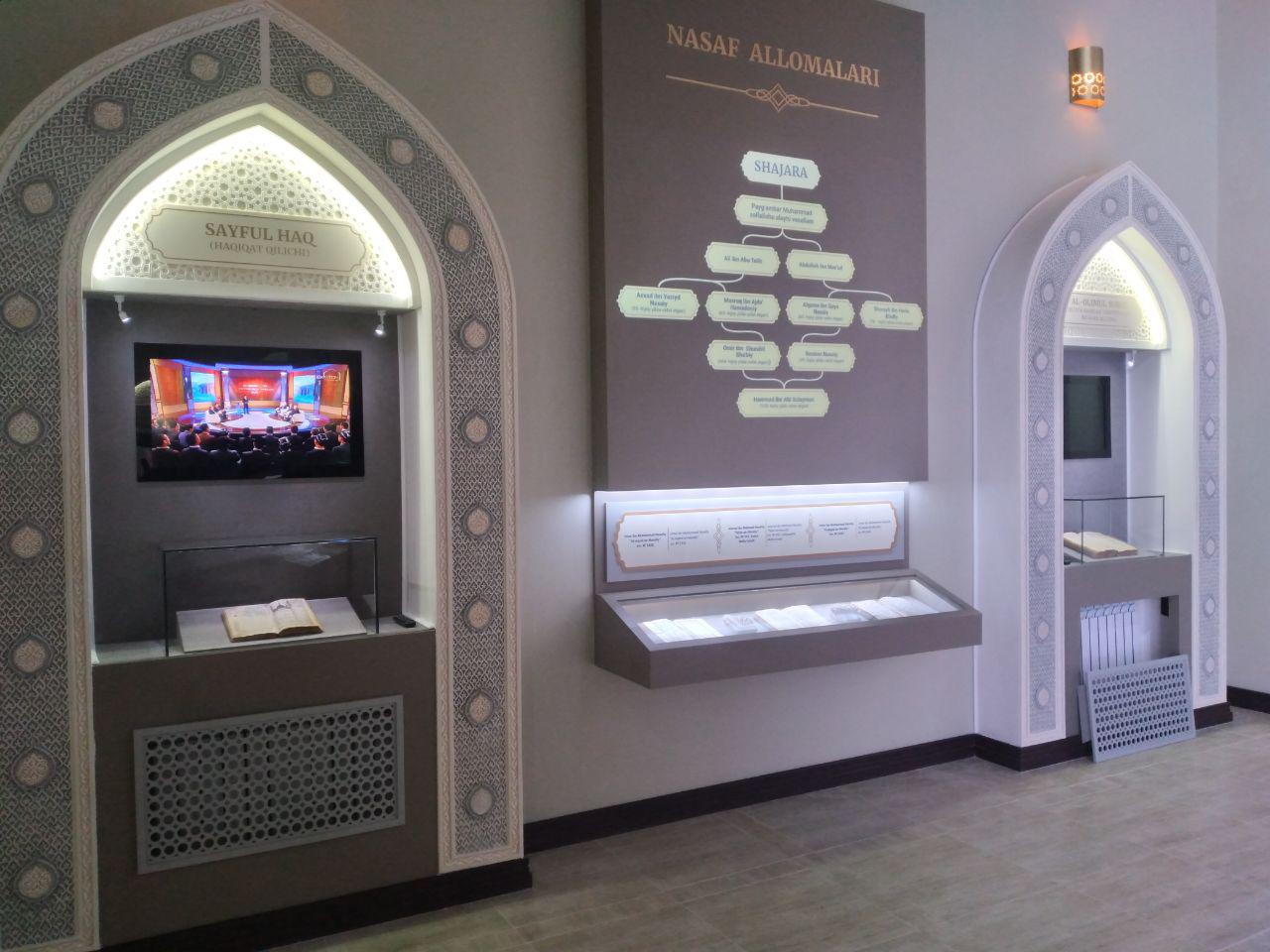